# Eugénia Bonda
Eugénia Bonda, verheiratete Eugénia Breznay, ungarisch auch Breznayné Bonda, Eugénia (geboren 10. Oktober 1914 in Ekaterinburg; gestorben 10. Oktober 1944 in Budapest) war eine russisch-ungarische Malerin.

## Leben

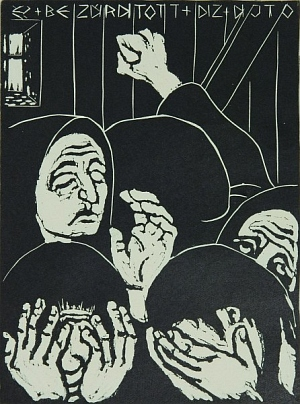
„Bittersüß“ (Kesergők), ausgeschlossene, weinende Frauen; zwischen 1936 und 1937 von Bonda an der Ungarischen Akademie der Bildenden Künste gefertigter Holzschnitt

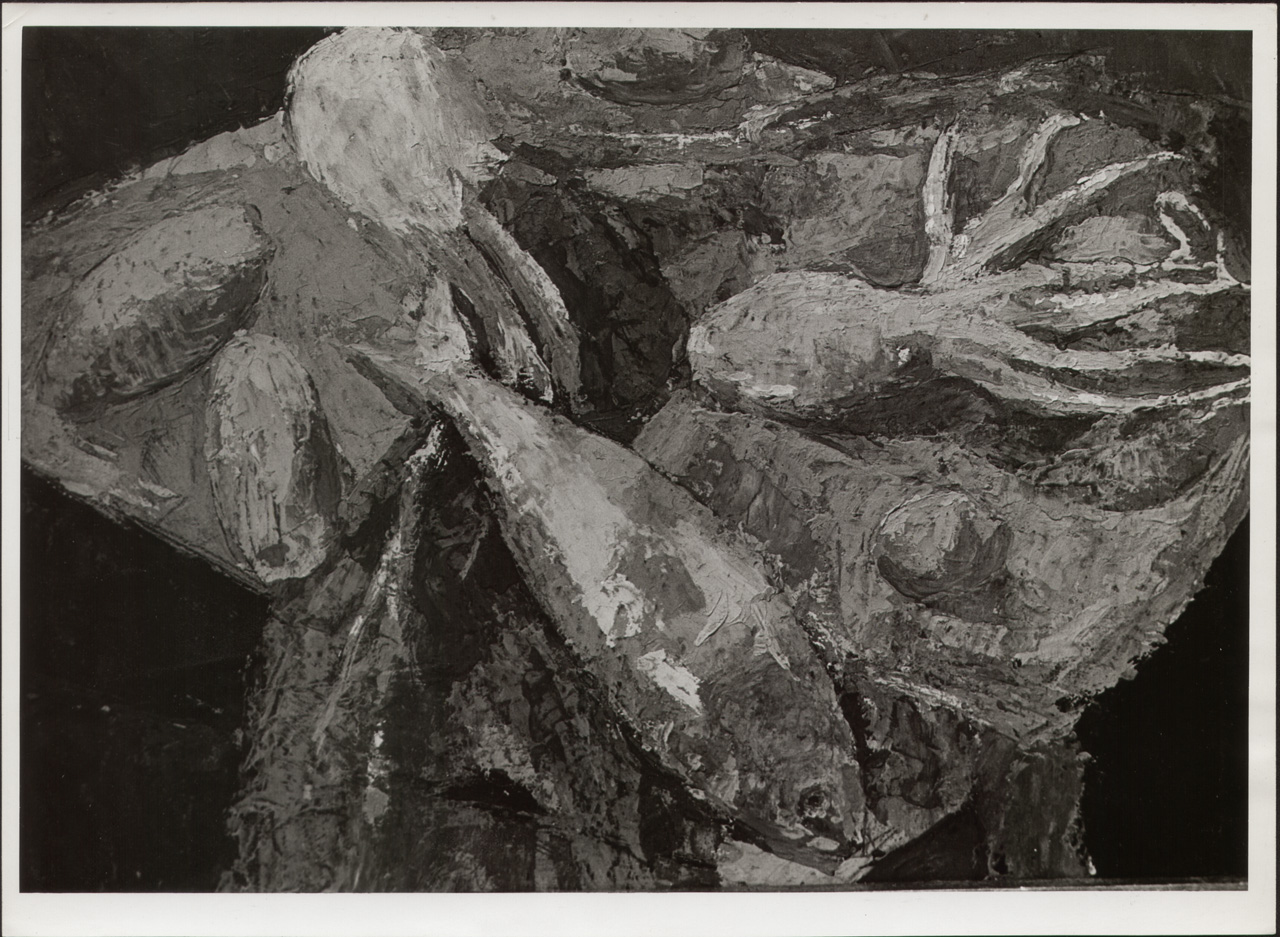
Stillleben Bondas

Eugénia Bonda war verheiratet mit dem ungarischen Maler József Breznay und zählt zur Dynastie der Familie Breznay.
Sie starb 1944 in Budapest.

## Bekannte Werke
- In dem vom Ministero della Cultura zum Kulturellen Erbe Italiens geförderten Catalogo generale dei Beni Culturali sind zwei Werke Bondas, Stillleben aus der Ungarischen Akademie der Bildenden Künste, Silbergelatine-Abzug des Fotografen Carlo Salvatori aus der Zeit zwischen 1920 und 1940 im Bild festgehalten[3]